# Mai Kỳ Sơn
Mai Kỳ Sơn (chữ Hán: 梅奇山, ? – 723?), thường được gọi là Bạch Đầu đế (白頭帝), là một vị vua truyền thuyết Việt Nam.

## Cuộc đời
Bạch Đầu Đế: tên thật là Mai Kỳ Sơn, là người con thứ ba của Mai Hắc Đế với người vợ Đinh Ngọc Tô. Ông được đưa lên ngôi tháng 10 năm 723, khi nghe tin căn cứ Hùng Sơn thất thủ, em trai là Mai Thiếu Đế tử trận. Ông được nhân dân tôn làm vua ở Điều Yên (nay thuộc An Hải, huyện An Lão, Hải Phòng) để tiếp tục lãnh đạo cuộc chiến chống giặc Đường vùng duyên hải miền Đông Bắc.
Do có mái tóc bạc bẩm sinh nên nhân dân thường gọi ông là Bạch Đầu Đế (Hoàng đế đầu bạc)
Bạch Đầu Đế khi lên ngôi, ông cùng chị gái là Mai Thị Cầu (Ngọc Chân công chúa) lấy Điều Yêu làm căn cứ đánh giặc. Về sau trong một trận đánh cuối năm Quý Hợi (723), Mai Kỳ Sơn trúng tên độc mà mất, chị ông cũng uống thuốc độc rồi nhảy xuống sông tự vẫn, đó là vào ngày mồng 7 tháng Chạp.

## Thờ phụng
Để tưởng nhớ công lao đánh giặc giữ nước của vua Bạch Đầu Đế và bà Mai Thị Cầu. Mộ phần của vua và bà Mai Thị Cầu được nhân dân xã Quốc Tuấn, huyện An Hải (Hải Phòng) thờ phụng, chăm sóc.